# Подгорний Іван Дмитрович
Іван Дмитрович Подгорний (29 березня 1914, місто Таганрог, тепер Ростовської області, Російська Федерація — 11 листопада 1996, місто Москва, Російська Федерація) — радянський військовий діяч, генерал-полковник авіації (26.01.1956). Депутат Верховної Ради СРСР 4-го скликання.

## Життєпис
У Червоній армії з травня 1931 року. Член ВКП(б) з 1931 року.
У 1931 році закінчив Ленінградську школу перепідготовки командирів запасу, в 1932 році — 11-у Луганську військову школу пілотів.
Служив у ВПС Кавказької Червонопрапорної армії: з жовтня 1932 року — пілот 2-ї винищувальної ескадрильї, з січня 1934 року — командир ланки, т.в.о. командира авіаційного загону, т.в.о. командира ескадрильї, льотчик-інспектор з техніки пілотування та теорії польоту авіації у 119-й авіаційній ескадрильї. У 1936 році проходив збори льотчиків-інструкторів при 1-й військовій школі льотчиків імені М'ясникова в Качі.
У квітні 1938 року призначений льотчиком-інспектором з техніки пілотування та теорії польоту управління 60-ї винищувальної авіаційної бригади Закавказького військового округу. У травні 1939 року став командиром винищувальної ескадрильї у складі ВПС 1-ї армійської групи, брав участь у боях на Халхін-Голі, де особисто здійснив 83 бойові вильоти. Після закінчення боїв, з 1939  по жовтень 1940 року — командир 36-го винищувального авіаційного полку 27-ї винищувальної авіаційної дивізії Закавказького військового округу.
З жовтня 1940 року — командир 46-го винищувального авіаційного полку 14-ї змішаної авіаційної дивізії Київського особливого військового округу, яка базувалася на аеродромі Млинів біля міста Дубно Рівненської області. Перед війною заочно вступив до Військової академії командно-штурманського складу ВПС у Моніно (закінчив у 1941 році, вже під час війни).
У жовтні 1941 року 46-й винищувальний авіаційний полк передано до 2-ї змішаної авіаційної дивізії Ленінградського фронту, полк брав участь у боях під Ленінградом до кінця 1941 року, потім виведений у резерв. Після переформування, у травні 1942 року 46-й винищувальний авіаційний полк був включений до складу нової 235-ї винищувальної авіаційної дивізії.
З 18 травня 1942 по лютий 1943 року Іван Подгорний служив командиром 235-ї винищувальної авіаційної дивізії.
12 лютого 1943 — 2 липня 1944 року — командир 4-го винищувального авіаційного корпусу.
2 липня 1944 — 1946 року — командир 3-го гвардійського винищувального авіаційного корпусу.
У 1948 році закінчив Вищу військову академію імені Ворошилова.
У серпні 1948 — червні 1949 року — командир 33-го винищувального авіаційного корпусу ППО.
У червні — липні 1949 року — командувач 66-ї повітряної винищувальної армії ППО. У липні — грудні 1949 року — командувач 40-ї повітряної винищувальної армії ППО. У грудні 1949 — жовтні 1951 року — командувач 32-ї повітряної винищувальної армії ППО. 3 жовтня 1951 — 27 травня 1954 року — командувач 24-ї повітряної армії. У травні 1954 — січні 1958 року — командувач 52-ї повітряної винищувальної армії ППО.
У січні 1958 року призначений помічником головнокомандувача військ ППО СРСР із вузів, одночасно, з липня 1960 року — начальник вузів військ ППО СРСР.
З грудня 1960 року — начальник Головного штабу військ ППО СРСР та 1-й заступник головнокомандувача військ ППО СРСР. З травня 1963 по вересень 1981 року — 1-й заступник головнокомандувача військи ППО СРСР з питань протиповітряної оборони країн-учасниць Варшавського Договору.
З вересня 1981 по листопад 1987 року — консультант Групи генеральних інспекторів Міністерства оборони СРСР.
З листопада 1987 року — в запасі в Москві.
Помер 11 листопада 1996 року. Похований в Москві на Кунцевському цвинтарі.

## Військові звання
- Полковник
- Генерал-майор авіації (17.03.1943)
- Генерал-лейтенант авіації (13.09.1944)
- Генерал-полковник авіації (26.01.1956)

## Нагороди
- орден Жукова (Російська Федерація) (25.04.1995)
- орден Леніна (30.12.1956)
- орден Жовтневої Революції (23.02.1981)
- шість орденів Червоного Прапора (21.06.1940, 17.10.1942, 5.11.1942, 28.04.1945, 19.11.1951, 22.02.1968)
- орден Суворова ІІ ст. (27.08.1943)
- орден Кутузова ІІ ст. (13.09.1944)
- ордени Богдана Хмельницького ІІ ст. (19.01.1944)
- орден Вітчизняної війни І ст. (11.03.1985)
- орден Трудового Червоного Прапора
- два ордени Червоної Зірки (5.11.1946,)
- орден «За службу Батьківщині у Збройних Силах СРСР» ІІІ ст. (30.04.1975)
- медаль «За відвагу» (3.06.1940)
- медаль «За бойові заслуги»
- медаль «За оборону Ленінграда»
- медаль «За оборону Сталінграда»
- медаль «За взяття Будапешта»
- медаль «За взяття Відня»
- медаль «За визволення Белграда»
- медаль «За визволення Праги»
- медаль «За перемогу над Німеччиною у Великій Вітчизняній війні 1941—1945 рр.»
- медаль «Ветеран Збройних сил СРСР»
- медалі